# Veguillas de la Sierra
Veguillas de la Sierra est une commune d’Espagne, dans la province de Teruel, communauté autonome d'Aragon comarque de Teruel.